# Muskogi
El muskogi (mvskoke en muskogi), també conegut com a creek, seminola, creek-seminola, maskókî o muskogee, és una de les llengües muskogi parlada pel poble muscogi (creek) i seminola, principalment als estats d'Oklahoma i Florida.
Històricament la llengua ha estat parlada pels diversos grups constitutius dels Muscogee o maskoki en el que ara són a Alabama i Geòrgia. Es relaciona, però no són mútuament intel·ligibles amb l'altre idioma principal de la confederació muscogee, hitchiti/mikasuki parlat pels emparentats miccosukee (mikasuki), així com altres idiomes muskogi.
Els muskogi primer van portar els llengües muskogi i mikasuki a Florida a principis del segle XVIII en el qual es va arribar a ser conegut com a seminola. Al segle xix, però, el govern dels Estats Units va obligar la majoria de muskogis i seminoles a reubicar-se a l'oest del riu Mississippi, i molts foren traslladats per força al Territori Indi.
Actualment la llengua és parlada per unes 5.000 persones, la majoria dels quals viuen a Oklahoma i són membres de la Nació Muscogee (Creek) i de la Nació Seminola d'Oklahoma. Uns 200 parlants són seminoles de Florida. L'ús de la llengua pels seminola ha constituït dialectes diferents.

## Programes lingüístics
El College of the Muscogee Nation ofereix un programa certificat de llengua mvskoke. Les escoles públiques de Tulsa, la Universitat d'Oklahoma i la Biblioteca Glenpool a Tulsa i les comunitats índies de Holdenville, Okmulgee, i Tulsa Creek de la Nació Muscogee (Creek) ofereixen classes de llengua muskogi creel. En 2013 la comunitat creek Sapulpa va graduar una classe de 14 de la seva classe de llengua muskogi creek.

## Fonologia
L'inventari de fonemes del muscogee creek es compon de tretze consonants i tres qualitats vocals, que distingeixen longitud i nasalització. A més el creek també fa ús de la geminació d'oclusives, fricatives i sonorants.

### Consonants
Els fonemes consonants del muskogi creek són:
|           |           | Labial | Alveolar | Palatal | Velar | Glotal |
| --------- | --------- | ------ | -------- | ------- | ----- | ------ |
| Oclusiva  | Oclusiva  | p      | t        | t͡ʃ      | k     |        |
| Fricativa | Central   | f      | s        |         |       | h      |
| Fricativa | Lateral   |        | ɬ        |         |       |        |
| Sonorants | Nasals    | m      | n        |         |       |        |
| Sonorants | Semivocal | w      |          | j       |       |        |
| Sonorants | Lateral   |        | l        |         |       |        |

### Vocals
Els fonemes vocàlics del muskogi creek són els següents:
|             | Frontal | Central | Posterior |
| ----------- | ------- | ------- | --------- |
| Tancada     | i iː    |         |           |
| Semitancada |         |         | o oː      |
| Oberta      |         | ɑ ɑː    |           |

Hi ha tres vocals curtes /i ɑ o/ i tres vocals llargues /iː ɑː oː/. Hi ha també les vocals nasals /ĩ ɑ̃ õ ĩː ɑ̃ː õː/ (en l'ortografia lingüística aquestes s'escriuen sovint amb un ogonek per sota o la següent "n" superindexada). La majoria de les ocurrències de vocals nasals són el resultat de l'assimilació nasal o el grau nasalitzant, però hi ha formes que mostren el contrast entre les vocals orals i nasals. Per exemple:
| pó-ɬki  |  | ‘el nostre pare’ |
| opónɬko |  | ‘cuc tallador’   |

## Dialectes seminola
Les formes del muskogi creek usat pels seminola d'Oklahoma i Florida constitueixen dialectes separats dels que parlen els muskogi. Els seminola d'Oklahoma parlen un dialecte conegut com a seminola creek d'Oklahoma. El seminola creek de Florida és una de les llengües parlades entre els seminoles de Florida; és menys comú que el mikasuki.

## Ortografia
L'alfabet tradicional muskogi fou adoptat per la tribu a finals del 1800. Té 20 lletres. Encara que es basa en l'alfabet llatí alguns dels sóns són força diferents dels de l'anglès, en particular els representats per c, e, i, r, i v. Aquí hi ha els sons equivalents (aproximadament) que s'usen habitualment en anglès i en IPA:
| Escriptura | So (IPA)   | Equivalent anglès |
| ---------- | ---------- | --- |
| a          | aː ~ a     | com "a" a father |
| c          | tʃ ~ ts    | com "ch" a such o "ts" a cats |
| e          | ɪ          | com "i" a hit |
| ē          | iː         | com "ee" a seed |
| f          | f          | com "f" a father |
| h          | h          | com "h" a hatch |
| i          | ɛ ~ ɛj     | com "ay" a day |
| k          | k          | com "k" a risk |
| l          | l          | com "l" a look |
| m          | m          | com "m" a moon |
| n          | n          | com "n" a moon |
| o          | oː ~ ʊ ~ o | com "o" a bone o "oo" a book |
| p          | p          | com "p" a sap |
| r          | ɬ          | So que no existeix en anglès. Això és sovint representat com "hl" o "tlh" en els textos no creek. El so es fa bufant l'aire al voltant dels costats de la llengua que es pronuncia en anglès "l"; és idèntica a la ll gal·lesa |
| s          | s          | com "s" a spot |
| t          | t          | com "t" a stop |
| u          | ʊ ~ o      | com "oo" a book o "oa" a boat |
| v          | ə ~ a      | com "a" a about |
| w          | w          | com "w" a wet |
| y          | j          | com "y" a yet |

També hi ha tres seqüències de vocals, l'ortografia de les quals és marcada per la seva composició fonètica:
| Escriptura | So (IPA) | Equivalent anglès                                                                 |
| ---------- | -------- | --------------------------------------------------------------------------------- |
| eu         | iʊ       | similar a l'exclamació "ew!". Una combinació de sons creek representats per e i u |
| ue         | oɪ       | com "oy" a boy                                                                    |
| vo         | aʊ ~ əʊ  | com "ow" a how                                                                    |